# إنريكي إرازوكي
إنريكي إرازوكي (بالإسبانية: Enrique Irazoqui)‏ (5 يوليو 1944 - 2020)، هو ممثل سينمائي إسباني إشتهر بدوره يسوع المسيح في فيلم «الإنجيل برواية القديس متَّى» عام 1964 من إخراج المخرج الإيطالي الشهير بيير باولو بازوليني.
ولد بمدينة برشلونة في 5 يوليو 1944، هو ابن طبيب نفسي إسباني وسيدة أعمال إيطالية. بعد أن درس الاقتصاد في برشلونة، انتقل إلى الولايات المتحدة، حيث درس الأدب الإسباني، في التاسعة عشرة من عمره لعب الدور الرئيسي في فيلم «Pasolini».

## روابط خارجية
- Enrique Irazoqui في قاعدة بيانات الأفلام على الإنترنت